# Angélique de Rouillé

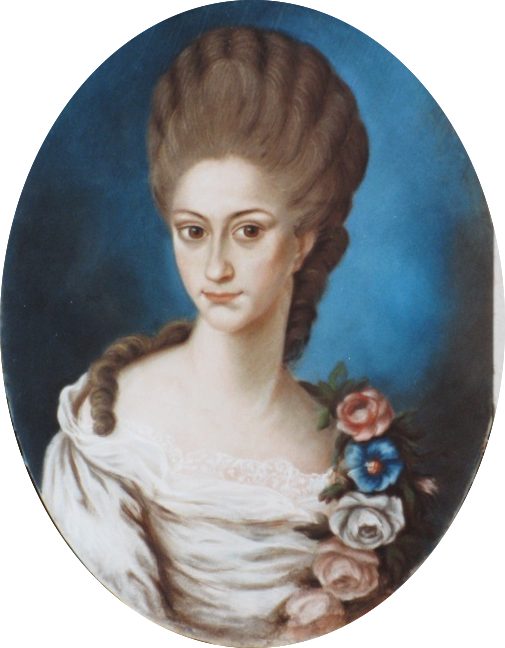
Angélique Pollart d'Herimetz, echtgenote de Rouillé

Angélique de Rouillé, geboren Marie-Antoinette-Angélique-Josèphe Pollart d'Herimetz (Aat 25 juni 1756 - Ormeignies 4 februari 1840), was een edeldame achtereenvolgens in het graafschap Henegouwen in de Oostenrijkse Nederlanden, in het Franse departement Jemappes en in de provincie Henegouwen van de Nederlanden en België. Zij was schrijfster en feministe.
Zij was gehuwd met de Franse graaf Louis de Rouillé. Zelf droeg ze de titels van dame van Hérimez en dame van Ormeignies.

## Levensloop

### Oostenrijkse Nederlanden
Angélique was het enig kind van de heer van Hérimez en Aat, Ferdinand François Theodore Joseph Pollart d'Herimetz en van Anne-Antoinette de Pestre. Haar vader was bestuurder van de stad Aat. Haar oom was Philippe Pollart de Canivris. Aat lag toen in het graafschap Henegouwen in de Oostenrijkse Nederlanden. Zij werd geboren in 1756 in een voormalig refugiehuis in Aat dat ooit behoorde tot de Henegouwse abdij van Liessies. Zij werd gedoopt in de Sint-Julianuskerk van Aat.
De familie Pollart woonde al in de 16e eeuw op de manoir van Ormeignies en was, kort tevoren in de 18e eeuw, door de Rooms-Duitse keizer in Wenen geadeld. Angélique zou heel haar leven verblijven op de manoir van haar ouders in Ormeignies.
Haar tante Marie-Hélène de Pestre introduceerde haar op 18-jarige leeftijd al in de mondaine kringen van Bergen. Angélique was overtuigdvrijmetselaar en tegelijkertijd van katholieken huize. Zo ontmoette zij in de gemengde loge L'Amitié ou la Parfaite Union in Bergen de Franse graaf en militair, Louis de Rouillé. De man is afkomstig uit een oud adellijk geslacht uit de Touraine en berooid. Hij was meer dan 15 jaar ouder dan Angélique. Graaf de Rouillé was een van de stichters van de loge in Bergen.
Op 15 juli 1777 trouwde het koppel in de Sint-Julianuskerk van Aat, dezelfde kerk waar zij gedoopt was. Tijdgenoten omschreven het als een somptueus trouwfeest. Door haar huwelijk werd Angélique Franse onderdaan (géén Oostenrijkse meer), of beter, onderdaan van de Franse koning Lodewijk XVI. Het koppel leefde veelal gescheiden, hij in Parijs en zij in Ormeignies. Het koppel had zes kinderen, drie zonen en drie dochters. Angélique hield zich, ook na haar huwelijk, bezig met feestelijkheden in Aat en Bergen. In haar manoir in Ormeignies had ze haar eigen vriendenkring, die ze de Compagnie noemde. Ze schreef 's nachts brieven over allerlei onderwerpen. Van zichzelf vond ze dat ze leed aan ecrimanie, wat te vertalen is als schrijfdwang.

### Franse Nederlanden
De annexatie van de Nederlanden door Frankrijk ervoer ze niet als een grote verandering. Haar mening veranderde grondig toen haar drie zonen moesten vechten in de napoleontische oorlogen. Haar man had er in Parijs voor gezorgd dat de drie zonen uitgestuurd werden naar slagvelden overal verspreid in Europa. Geen van de drie zonen vocht evenwel in de Slag bij Waterloo. De val van de tiran Napoleon, zoals Angélique schreef, was voor haar een moment van vreugde.

### Verenigd Koninkrijk der Nederlanden
Met het bestuur van Willem I had Angélique moeite. Zij sloot zich aan bij de anti-Orangisten politiek van haar zoon Edouard, burgemeester van Aat. Haar brieven werden oppositioneel, tegen Willem I.

### België
Aan oudere leeftijd verliet Angélique nauwelijks nog haar domein in Ormeignies. Uit nieuwsgierigheid deed ze nog één uitstap. Ze deed namelijk een rit op de stoomtrein tussen Mechelen en Brussel. Zij overleed in 1840.

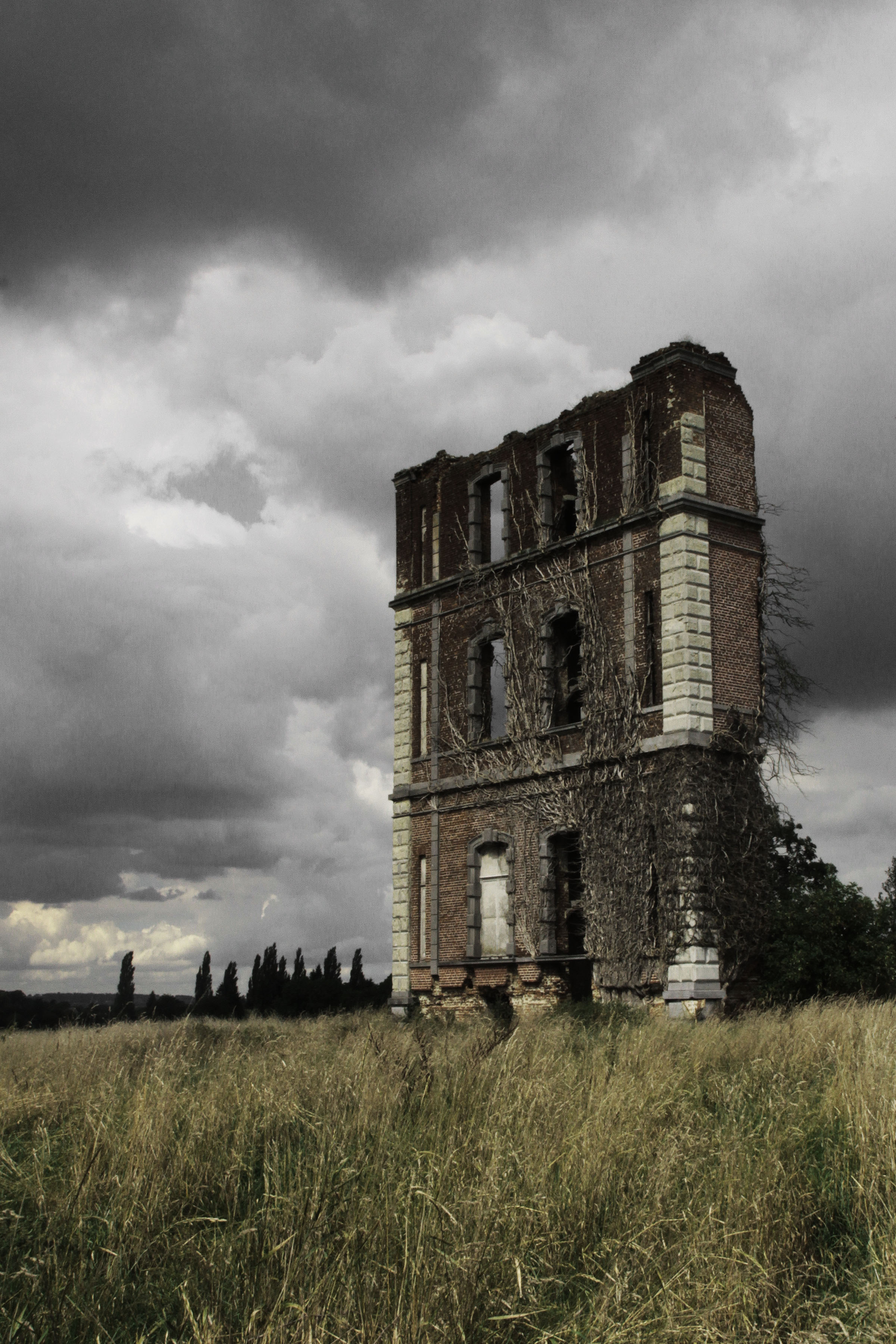
Ruïnes van het kasteel van Ormeignies, wat in de 19e eeuw gebouwd werd op de ruïne van het kasteel van Angélique de Rouillé (18e eeuw)

## Nalatenschap
- Angélique de Rouillé schreef honderden brieven, zowel literaire brieven als verhalend, maar ook hartverwarmende private brieven naar haar zonen aan het front. Zij stak de draak met het katholiek meisjesonderwijs. Zo ervoer ze dat haar dochters uit het onderwijs kwamen als kwezels of, nog erger volgens haar, hypocrieten. Zij stak ook de draak met andere edeldames, bijvoorbeeld over hun naïviteit en protserigheid.[5] Zij kon ook vlot schrijven over de gebeurtenissen van de Brabantse Revolutie, de napoleontische oorlogen, het Verenigd Koninkrijk der Nederlanden en wat het "Hollands bestuur" voor haar betekende, over het society leven van de adel maar ook over sociaal-maatschappelijke thema's. De grondtoon was de aanklacht van de achtergestelde rol van de vrouw in de 18e-19e eeuw.[6]
- Een doodlopend veldwegje in het dorp Ormeignies draagt vandaag haar naam:[7] ruelle Angélique de Rouillé. De stichting Les Amis de Angélique de Rouillé (gesticht circa 1990) betreurt het dat zelfs het dorpsplein van Ormeignies haar naam niet mag dragen, maar dat het een veldwegel moest zijn.[8]
- Haar manoir in Ormeignies brandde later af (1866). Haar zoon Edouard herbouwde het kasteel, doch dit geraakte opnieuw in verval in de jaren '30 van de 20e eeuw.[9] De huidige ruïne in Ormeignies is dus niet het voormalige kasteel waar Angélique feesten hield en brieven schreef.[10]

## Quotes
- Je n’aime pas tous ces rigoristes et ces dévotions exaltées. Je préfère garder la foi du charbonnier, c’est plus commode et cela ne m’oblige pas d’aimer les Jésuites, ni de trop les haïr. (over godsdienstigheid) Ik houd niet van deze stijfkoppen en deze opgehemelde devoties. Ik verkies het geloof van een kolenhandelaar te behouden. Dit valt me makkelijker en verplicht me niet van Jezuïeten te houden of hen te haten.
- Mons devient Bergen (in 1815) De Franse naam Mons wordt nu het Hollandse Bergen.

- Virtual International Authority File: 8170154260361724480000